# Тиваненко, Алексей Васильевич
Алексей Васильевич Тиваненко (род. 17 июля 1946 или 24 ноября 1947, Забитуй, Аларский район) — советский и российский археолог, краевед, историк, кандидат исторических наук (1983). Специалист в области изучения древнего наскального искусства, культовых комплексов племен Восточной Сибири от палеолита до средневековья, ранних форм религии, шаманизма.

## Биография
Алексей Васильевич родился 17 июля 1946 года (по паспортным данным — 24 ноября 1947 года) на станции Забитуй Аларского района Иркутской области в семье железнодорожников ВСЖД. Краеведческая деятельность началась с создания школьного (в поселке Култук) и районного (в городе Слюдянке) музея, здесь же Алексей Васильевич руководил краеведческим кружком и отсюда совершал палеонтологические экспедиции в Забайкалье, Монголию, Хакасию и Туву в составе экспедиций Института земной коры АН СССР.
В 1970-х годах обучался заочно в Иркутском государственном университете имени А. А. Жданова и в Эгерском университете по охране памятников старины (Венгрия). В 1977—1981 годах проходил обучение в аспирантуре ИИФФ СО АН СССР, под руководством академика А. П. Окладникова, став одним из его последних учеников. В 1983 году защитил диссертацию по теме «Древние жертвенные места Восточной Сибири (по археологическим материалам Предбайкалья и Забайкалья)» на соискание учёной степени кандидата исторических наук.
В 1972 году был приглашен в город Улан-Удэ на должность заместителя директора по науке Этнографического музея народов Забайкалья. В 1972—1975 годах работал лаборантом БИОН СО РАН. В 1978 году командирован на исследования северного побережья Байкала, в зону строительства БАМа, в результате было открыто 16 новых памятников: семь стоянок и девять петроглифов. В 1983 году вступил в должность руководителя БРО ВОДПИК, при его руководстве она заняла второе место по РСФСР. В 1984 году Правительством Бурятии был назначен директором Государственного архива Бурятской АССР и избран членом Учёного совета архивистов Сибири и Дальнего Востока. В 1984 году вернулся на работу в Бурятский научный центр для участия в создании Свода памятников истории и культуры Республики Бурятия. Работал до 1991 года в группе археологии и продолжал исследования петроглифов и культовых святилищ древних обитателей Восточной Сибири (от эпохи камня до средневековья). На 2021 год работает старшим научным сотрудником Байкальского института природопользования и советником мэра города Улан-Удэ.

## Научная и исследовательская деятельность
В 1987 году выступал с докладом на V Международном конгрессе монголоведов, проходившей в Улан-Баторе, в составе советской делегации. Кроме того принимал участие в научных симпозиумах во Владивостоке, Чите, Улан-Удэ, Иркутске, Красноярске, Томске, Новосибирске, Москве, Ленинграде, Архангельске и Будапеште.
Имеет на своем счету 6 глубоководных погружений на дно озера Байкал до отметки 1600 метров на ГОА «МИР», которые осуществлялись для поиска золота Колчака.
Был членом редколлегии журналов «Байкал», «Охотничий мир Бурятии», научных сборников и альманахов. Редактор книг, рецензент кандидатских и докторских диссертаций. Соучредитель и главный редактор межрегионального краеведческого журнала «Баргуджин-Токум».
Научные открытия:
- Открыл кладку яиц ископаемых страусов в Туве и Бурятии[3].
- Открыл около 500 новых памятников древности в Сибири, включая более 40 петроглифов возле святилищ[3].
- Обнаружил памятники меркитского государства[3].
- Дешифровал пиктографическую письменность в Забайкалье, сравнив их с рисунчатой основой древнекитайских иероглифов[3].
- В озере Байкал на глубине 800 м нашёл несколько древних палеуровней, что помогло открыть механизм постепенного заполнения водоёма[3].
- Открыл захоронение членов Российской посольской миссии Ерофея Заболоцкого, которые были убиты в 1650 году у озера Байкал[3].
- Открыл мощи святого РПЦ Варлаама Чикийского[3].
- Обнаружил могилу венгерского поэта и революционера Шандора Петефи в Баргузине[3][4].
- Открыл развалины скита тайной секты ионитов в горах Хамар-Дабана[3].
- Открыл древнюю столицу бурятских кочевников на реке Чикой[3].
- Обнаружил могилу декабриста М. К. Кюхельбекера[3].
- Обнаружил строения трех станов Английской духовной миссии[3].
- Нашёл усадьбу декабристов Бестужевых в Селенгинске и в Зуевской пади[3].

### Основные публикации
Им было издано 80 книг и свыше 5000 статей по краеведению в России и за рубежом.
- «В государство Российское принять…» (Как происходило вхождение Бурят-Монголии в состав России) / А. В. Тиваненко. — Улан-Удэ: Худайбердиев А. Р., 2012. — 183 с.
- В тайге за Байкалом: [Об эвенках Бурятии] / А. В. Тиваненко, В. Г. Митыпов. — Улан-Удэ: Бурят. кн. изд-во, 1974. — 137 с.
- Вокруг Байкала / А. В. Тиваненко. — Улан-Удэ: Бурят. кн. изд-во, 1979. — 128 с.
- Гибель ледокола «Байкал» / А. В. Тиваненко; науч. ред. В. Е. Викулов. — г. Бабушкин: [Б. и.], 1993. — 52 с.
- Гибель племени меркитов: документальная книга о военных походах Чингисхана по Забайкалью, о завоевании им меркитского ханства и о печальной судьбе их потомков / А. В. Тиваненко. — Изд. 2-е, доп. — п. Слюдянка (Иркутская область), 1998. — 112 с.
- Декабристы в Забайкалье: (селенгинские страницы) / А. В. Тиваненко; науч. ред. В. В. Беликов; Рос. Акад. наук, Сиб. отд-ние, М-во культуры Респ. Бурятии. — Новосибирск: Наука, 1992. — 166 с. — (Серия «Страницы истории нашей Родины»).
- Дж. Браун о бурятском шаманизме: (этногр. очерк и стихотворные новеллы) / Местная религиоз. орг. «Христианская пресвитерианская церковь г. Улан-Удэ»; [сост.: В. И. Колмынин; науч. коммент.: А. В. Тиваненко; науч. ред. А. Д. Жалсараев; пер. с англ.: В. Г. Леонов]. — Улан-Удэ: Худайбердиев А. Р., 2013. — 38 с.
- Древнее наскальное искусство Бурятии: новые памятники: [моногр.] / А. В. Тиваненко; отв. ред. Р. С. Васильевский; Акад. наук СССР, Сиб. отд-ние, Бурят. ин-т обществ. наук. — Новосибирск: Наука, 1990. — 208 с.
- Древние боги Байкала / А. В. Тиваненко. — Чита: Экспресс-изд-во, 2012. — 309 с.
- Древние святилища Восточной Сибири в эпоху раннего средневековья / А. В. Тиваненко; отв. ред. Р. В. Васильевский; Рос. акад. наук. Сиб. отд-ние, Байкал. ин-т рационал. природопользования, М-во культуры Респ. Бурятия. — Новосибирск: Наука, 1994. — 147 с.
- Древняя письменность Сибири: основные принципы дешифровки наскальной пиктографии / А. Тиваненко. — Чита: Экспресс-издательство, 2011. — 347 с.
- Духовные миссии Забайкалья: материалы Всероссийской научной конференции, посвященной 240-летию принятия Закона о терпимости вероисповеданий в Российском государстве (Улан-Удэ, 15-16 мая 2013 г.) / Общ. Совет по взаимодействию с религиоз. об-ниями при Президенте Рос. Федерации [и др.; сост.: А. В. Тиваненко, В. И. Колмынин]. — Улан-Удэ: Весть, 2013. — 226 с.

## Звания и награды
- Дважды лауреат международной научной премии Дж. Сороса[3].
- Трехкратный лауреат международных и всесоюзных конкурсов[3].
- Имеет 16 орденов и медалей[3].